# 张金保

张金保（1897年—1984年），湖北鄂城人。中国共产党早期领导人。
早年她任汉口裕华纱厂、泰安纱厂工人，后组织工人运动，任全国总工会女工部部长。此后当选全国总工会执委。中共第六届中央委员会委员。中华人民共和国成立后，历任武汉市总工会副主席，中南总工会筹委会女工部部长，中南纺织工会主席等职。